# غونار هيلتنس
غونار هيلتنس (بالنرويجية البوكمول: Gunnar Hjeltnes)‏ هو متزحلق جبال الألب نرويجي، ولد في 25 ديسمبر 1922.

## وصلات خارجية
- غونار هيلتنس على موقع أوليمبيديا (الإنجليزية)